# Fidija
Fidija ali Feidias (grško Φειδίας, Feidias; pribl. 480–430 pred našim štetjem) je bil grški kipar, slikar in arhitekt. Njegov kip Zevsa v Olimpiji je bil eden od  sedmih čudes antičnega sveta. Fidija je oblikoval tudi kipe boginje Atene na Atenski akropoli, in sicer Ateno Partenos v Partenonu in Ateno Promahos, sijajen bronast kip Atene, ki je stal med njo in Propilejami , monumentalen prehod, ki je bil vhod na Akropolo v Atenah. Fidija je bil sin Harmida iz Aten.  Takrat so verjeli, da sta bila njegova učitelja Hegias in Ageladas.
Plutarh  obravnava Fidijevo prijateljstvo z grškim državnikom Periklesom in omenja, da so  Periklovi sovražniki Perikla skušali napasti prek Fidije, ki je bil obtožen kraje zlata, namenjenega za kip Atene v Partenonu, in ker je bogokletno sebe in Perikla portretiral na ščitu kipa. Prva ovadba je bila zavržena, vendar je bil Fidija poslan v zapor po drugi in umrl.  Periklova spremljevalka Aspazija je bila prav tako obtožena brezboštva in vodenja neprimerne hiše, vendar je bila oproščena obtožb.
Fidija je bil pogosto naveden kot glavni pobudnik klasičnega grškega kiparskega oblikovanja. Danes večina kritikov in zgodovinarjev meni, da je eden  največjih antičnih grških kiparjev. 

## Delo
Čeprav ni izvirnih del, ki jih je z gotovostjo mogoče pripisati Fidiju, so znane številne rimske kopije z različnimi stopnjami podobnosti. To ni nič nenavadnega, saj so bile uničene skoraj vse klasične grške slike in skulpture, ohranjene so le rimske kopije ali zapiski o njih, kot je trdil Platon. Že stari Rimljani so pogosto kopirali in nadalje razvijali grško umetnost.
Antični kritiki so imeli zelo dobro mnenje o Fidiji. Še posebej so hvalili etos ali stalno moralno raven njegovih del v primerjavi s tistimi iz poznejše tako imenovane "patetične" šole. Demetrij označuje njegove kipe kot veličastne in hkrati natančne.
Iz njegovega življenja vemo le malo o njegovih delih. Njegovo prvo naročilo je bila skupina narodnih junakov z Miltiadom kot osrednjim likom.
Leta 447 pred našim štetjem je znameniti atenski državnik Perikles pri Fidiji naročil več kipov za Atene za praznovanje grške zmage nad Perzijci v bitki pri Maratonu v grško-perzijskih vojnah (490 pr. n. št.). Perikles je za obnovo in okrasitev Aten in proslavitev te zmage uporabil nekaj denarja Delsko-atiške pomorske zveze.
Leta 1958 so arheologi odkrili Fidijevo delavnico v Olimpiji. V njej je Fidija hranil zbrano Zevsovo zlato in slonovino. Še vedno je bilo nekaj koščkov slonove kosti, bili so tudi kalupi in druga oprema za vlivanje ter črna glazura skodelice za pitje  z vgraviranim "Pripadam Fidiji". 
Zlati rez je bil predstavljen z grško črko  (fi) po Fidiji, ki naj bi ga uvedel. Zlati rez je iracionalno število, ki se približuje 1,6180 in ima posebne matematične lastnosti. Tudi za zlato spiralo je rečeno, da ima estetske vrednote.

## Zgodnja dela
Najzgodnejša Fidijeva dela so bila posvečena spominu na Maraton, praznovanju grške zmage. V Delfih je ustvaril odlično skupino v bronu s kipoma Apolona in Atene, več atiškimi junaki in generalom Miltiadom mlajšim. Na Akropoli v Atenah je Fidija izdelal veličasten bronast kip Atene Promahos, ki je bil viden že z morja. Atena je bila boginja modrosti in bojevnikov ter zaščitnica Aten. V Peleni v Ahaji in  Plateji je Fidija izdelal še dva kipa Atene, pa tudi kip boginje Afrodite iz slonove kosti in zlata za Elidčane.

## Zevs v Olimpiji in Atena Partenos
Za stare Grke sta bili dve Fidijevi deli najpomembnejši med vsemi, veličastni hrizelefantinski kip Zevsa (pribl. 432 pr. n. št.), ki je bil postavljen v Zevsovem templju  v Olimpiji, in Atena Partenos (dobesedno "Atena devica«), kip grške deviške boginje Atene, ki je stal v Partenonu v Atenah. Oba kipa spadata približno v sredino 5. stoletja pred našim štetjem. Po njiju so bile narejene številne replike, antične in moderne. Majhne kopije Zevsovega kipa iz poznega 5. stoletja pred našim štetjem so našli na kovancih iz Elide in dajejo splošno predstavo o drži in položaju glave. Bog, ki je sedel na prestolu, se je pogosto uporabljal kot kiparski okras. Njegovo telo je bilo iz slonove kosti, oblačilo zlato. Njegova glava je bila nekoliko arhaična: doprsni kip Zevsa so našli v Otrikoliju in je bil uporabljen za kopijo glave olimpskega kipa skoraj več kot stoletje pozneje.

## Material in teorije
Fidija se je odlikoval po svojih kipih v bronu in krizelefantinskih delih (kipi iz zlata in slonovine). V Hipias starejši Platon trdi, da je Fidija redko, če sploh kdaj, izdelal dela v marmorju, čeprav so bile mnoge skulpture v tistih časih iz marmorja. Plutarh je zapisal, da je bil nadzornik za velika dela, ki jih je odredil Periklej na Akropoli.
Napisi dokazujejo, da marmorni bloki, namenjeni za pedimente kipov v Partenonu, niso bili vgrajeni v Atenah do leta 434 pred našim štetjem, kar je bilo verjetno po Fidijevi smrti. Zato je mogoče, da je bila večina kiparskega okrasja Partenona delo Fidijeve delavnice, vključno z njegovimi učenci, kot sta bila Alkamen in Agorakrit.
Naše poznavanje Fidijevih del je zelo skromno. Veliko je dostojanstvenih kipov v rimskih in drugih muzejih, ki očitno spadajo v isto šolo, a so kopije iz rimske dobe.
Po mnenju Pavzaniasa (1.28.2) je prvotni bronasti kip Lemnijske Atene ustvaril Fidija (pribl. 450–440 pred našim štetjem) za Atence, ki so živeli na Lemnosu. Adolf Furtwängler meni, da je našel kopijo Fidijevega kipa Lemnijske Atene, katere glava je v Bologni, telo pa v Dresdnu. Nekaj Ateninih doprsnih kipov iz 5. stoletja pred našim štetjem so našli v Atenah. Trup Atene v École des Beaux-Arts v Parizu, ki je žal izgubil svojo glavo, ponuja idejo, kako so bili videti izvirni kipi.

## Odkritje Fidijeve delavnice
Pomemben napredek pri poznavanju Fidijevega dela je nastal med letoma 1954 in 1958 z izkopom njegove delavnice v Olimpiji, v kateri je ustvaril kip Zevsa za tempelj v Olimpiji. Našli so orodje, terakotske kalupe in skodelico z napisom "Pripadam Fidiju", ker je popotnik Pavzanias dejal, da je bil kip zgrajen tukaj.  Odkritje je omogočilo arheologom ponovno ustvariti tehnike, uporabljene za kip, in potrditi datacijo.

## Galerija
- Glava Afrodite. Fidijev slog.
- Kip Zevsa v Olimpiji, kovanec
- Kopija Fidijevega dela ali njegovega učenca: glava Atene, najdena okoli Pniksa, danes v Narodnem arheološkem muzeju v Atenah
- Rekonstrukcija Lemnijske Atene, Dresden
- Glava Atene Promahos, rimska kopija